# اهون تایکوکی

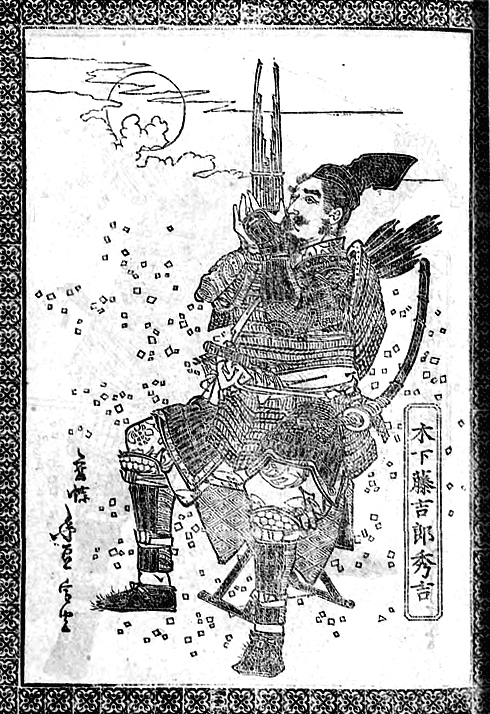
تصویری نقاشی شده از تویوتومی هیده‌یوشی در کتاب اِهُون تایکُوکی

اِهُون تایکُوکی (به ژاپنی: 絵本太閤記) کتابی تاریخی است که زندگی تویوتومی هیده‌یوشی بر اساس کتاب تاریخی کاواسومی تایکوکی نوشته شده و توسط نقاش اوکادا گیوکوزان (۱۷۳۷–۱۸۰۸) به تصویر کشیده شده و به روش اوکی‌یوئه چاپ شده است. این کتاب تاریخی در اواسط دوره ادو در سال ۱۷۹۷ برای اولین بار به چاپ رسیده است.